# Eleutherodactylus sisyphodemus
Eleutherodactylus sisyphodemus је водоземац из реда жаба (Anura) и фамилије Eleutherodactylidae.

## Угроженост
Ова врста је крајње угрожена и у великој опасности од изумирања.

## Распрострањење
Ареал врсте је ограничен на једну државу. 
Јамајка је једино познато природно станиште врсте.

## Станиште
Станиште врсте су шуме.